# World Peace Is None of Your Business
World Peace Is None of Your Business é o décimo álbum de estúdio solo do cantor inglês Morrissey, gravado em fevereiro de 2014 e lançado em 15 de julho de 2014. Foi produzido por Joe Chiccarelli e distribuído pela gravadora Harvest. O álbum alcançou o 2º lugar no UK Albums Chart e nos EUA atingiu a 14ª posição na Billboard 200.

## Gravação e capa
World Peace Is None of Your Business foi gravado no estúdio La Fabrique, em Saint-Rémy-de-Provence, França, em fevereiro de 2014.
O álbum traz na capa uma imagem de Morrissey agachado e oferecendo uma caneta para um cão Labrador.

## Promoção
O primeiro single do álbum, "World Peace Is None of Your Business", foi lançado em 13 de maio de 2014, acompanhado de um vídeo em que Morrissey recita a letra da canção e que conta com a participação de Nancy Sinatra. Em 20 de Maio, um segundo vídeo recitado foi lançado para o segundo single do álbum, "Istanbul". Aqueles que fizeram a pré-compra do álbum receberam um download grátis da música. Em 3 de junho, o download digital e o vídeo recital para o terceiro single, "Earth Is the Loneliest Planet", foi disponibilizado. O vídeo tem a participação da atriz Pamela Anderson. Em 17 de junho, a versão de estúdio e o vídeo recitado de "The Bullfighter Dies", o quarto single, foi disponibilizado no canal oficial do YouTube de Morrissey. O vídeo com a música recitada havia sido vazada na internet em 16 de maio. Além dos quatro singles, "Kick the Bride Down the Aisle" estreou ao vivo antes do lançamento oficial do álbum.
Em 7 de julho de 2014, um EP em vinil 10'' foi lançado, contendo os quatro singles.

## Lançamento
World Peace Is None of Your Business foi lançado em 15 de julho de 2014, pela gravadora Harvest.
Uma Edição de Luxo também foi lançada com mais material. Entre as novas faixas, "Scandinavia" tinha sido apresentada ao vivo por diversas vezes em 2011 e 2012 e também como parte do bônus Studio in Session do DVD 25Live. "Art-hounds" havia sido apresentada ao vivo apenas uma vez, em 7 de agosto de 2011. Os quatro vídeos recitados foram disponibilizados em formato áudio em uma edição de luxo japonesa, bem como as outras 18 faixas.

### Controvérsia da Harvest Records
Em 20 de agosto de 2014, Morrissey anunciou que, devido a divergências com a sua gravadora, Harvest Records, o álbum começaria a ser entregue apenas três semanas depois de seu lançamento.
Em 8 de janeiro de 2015, Morrissey avisou os fãs que fora programado um lançamento mundial de um single em vinil de "The Bullfighter Dies" pela Harvest, mas que havia sido descartado por Steve Barnett no último minuto. O lado b seria um mix original francês da música "One of Our Own". Outros singles em vinil, incluindo "Istanbul", "Kiss Me A Lot" e "Neal Cassady Drops Dead" iriam incluir outros mixes franceses de várias músicas como seus b-sides, como "Scandinavia", "Smiler With Knife" e "Art-hounds", e estavam disponíveis para pré-encomenda pelo site francês da Amazon. No entanto, estes também foram presumivelmente descartados e o álbum foi retirado do Spotify onde havia sido disponibilizado em seu formato completo Deluxe com faixas bônus.

## Recepção
| Críticas profissionais | Críticas profissionais |
| Pontuações agregadas   | Pontuações agregadas   |
| Fonte                  | Avaliação              |
| ---------------------- | ---------------------- |
| Metacritic             | 70/100                 |
| Avaliações da crítica  |                        |
| Fonte                  | Avaliação              |
| AllMusic               | [ 16 ]                 |
| The A.V. Club          | C–                     |
| Billboard              | 77/100                 |
| The Guardian           | [ 19 ]                 |
| Mojo                   | [ 20 ]                 |
| NME                    | 9/10                   |
| The Observer           | [ 22 ]                 |
| Pitchfork              | 5.9/10                 |
| Rolling Stone          | [ 24 ]                 |
| Spin                   | 7/10                   |

O álbum foi bem recebido pela crítica. No Metacritic, que atribui uma pontuação média ponderada a partir de 100 classificações e avaliações de críticos do mainstream, o álbum recebeu um metascore de 70, com base em 36 avaliações.
Na revista política National Review e em uma análise intitulada "World Summit", Armond White escreveu que "Morrissey desafia o pop e as ortodoxias políticas." Alexis Petridis, atribuiu quatro de cinco estrelas em sua análise do álbum para o jornal The Guardian dizendo que "Não é tão bom quanto você poderia esperar, mas muito melhor do que você poderia ter temido, um pouco mais dependente de outras pessoas do que um homem que acabou com a sua autobiografia alegando que "eu nunca tive nada na minha vida que eu não tenha feito por mim mesmo" é capaz de admitir, World Peace Is None of Your Business pode ser o melhor possível nesta fase da sua carreira, o que é bom o suficiente." Em uma análise mais moderada para a Clash Magazine, Benji Taylor escreveu: "embora a beleza sombria ainda esteja lá, os flashes são esporádicos." 

## Lista de faixas
| N.º            | Título                                 | Compositor(es)            | Duração |  |
| 1.             | "World Peace Is None of Your Business" | Morrissey, Boz Boorer     | 4:21    |  |
| 2.             | "Neal Cassady Drops Dead"              | Morrissey, Gustavo Manzur | 4:02    |  |
| 3.             | "I'm Not a Man"                        | Morrissey, Jesse Tobias   | 7:50    |  |
| 4.             | "Istanbul"                             | Morrissey, Boorer         | 4:40    |  |
| 5.             | "Earth Is the Loneliest Planet"        | Morrissey, Manzur         | 3:38    |  |
| 6.             | "Staircase at the University"          | Morrissey, Boorer         | 5:30    |  |
| 7.             | "The Bullfighter Dies"                 | Morrissey, Tobias         | 2:05    |  |
| 8.             | "Kiss Me a Lot"                        | Morrissey, Tobias         | 4:03    |  |
| 9.             | "Smiler with Knife"                    | Morrissey, Tobias         | 5:13    |  |
| 10.            | "Kick the Bride Down the Aisle"        | Morrissey, Tobias         | 5:18    |  |
| 11.            | "Mountjoy"                             | Morrissey, Boorer         | 5:08    |  |
| 12.            | "Oboe Concerto"                        | Morrissey, Boorer         | 4:07    |  |
| Duração total: | Duração total:                         | Duração total:            | 54:35   |  |

| Faixas bônus da Deluxe Edition |                      |                   |         |  |
| N.º                            | Título               | Compositor(es)    | Duração |  |
| 13.                            | "Scandinavia"        | Morrissey, Boorer | 3:34    |  |
| 14.                            | "One of Our Own"     | Morrissey, Manzur | 3:33    |  |
| 15.                            | "Drag the River"     | Morrissey, Boorer | 4:40    |  |
| 16.                            | "Forgive Someone"    | Morrissey, Tobias | 3:10    |  |
| 17.                            | "Julie in the Weeds" | Morrissey, Boorer | 3:59    |  |
| 18.                            | "Art-hounds"         | Morrissey, Boorer | 5:06    |  |

## Créditos
- Morrissey – vocais principais

Créditos adicionais
- Boz Boorer – guitarra, QChord, clarinete, sax
- Jesse Tobias – cordas
- Solomon Walker – baixo
- Matt Walker – bateria, sinos tubulares, percussão
- Gustavo Manzur – teclados, piano, órgão, sintetizadores, trompete, acordeão, guitarra flamenca, didgeridoo, QChord, backing vocal
- Kristeen Young – backing vocal
- Christophe Minck – harpa

Técnico
- Joe Chiccarelli – produção, mixagem
- Maxime Le Guil – engenharia, mixagem
- Ken Sluiter – mixagem
- Bob Ludwig – masterização

## Tabelas musicais
| Tabela (2014)                         | Melhor posição |
| ------------------------------------- | -------------- |
| Austrália (ARIA)                      | 58             |
| Bélgica (Ultratop Valônia)            | 13             |
| Bélgica (Ultratop Flandres)           | 7              |
| Dinamarca (Hitlisten)                 | 2              |
| França (SNEP)                         | 53             |
| Países Baixos (Dutch Charts)          | 28             |
| Alemanha (Offizielle Deutsche Charts) | 8              |
| Irlanda (IRMA)                        | 4              |
| Itália (FIMI)                         | 21             |
| Suíça (Schweizer Hitparade)           | 30             |
| Reino Unido (UK Albums Chart)         | 2              |
| EUA (Billboard 200)                   | 14             |